# Croton batangasensis
 (juin 2023).
Si vous disposez d'ouvrages ou d'articles de référence ou si vous connaissez des sites web de qualité traitant du thème abordé ici, merci de compléter l'article en donnant les références utiles à sa vérifiabilité et en les liant à la section « Notes et références ».
Espèce
Croton batangasensis est une espèce de plantes à fleurs du genre Croton et de la famille des Euphorbiaceae, présente aux Philippines.